# NWB Wirtschaftsprüfung – WP Praxis
Die NWB Wirtschaftsprüfung – WP Praxis (Kurzform  WP Praxis) aus dem NWB Verlag ist eine Zeitschrift mit einer ergänzenden Datenbank.

## Zielgruppe und Inhalte
Die WP Praxis richtet sich primär an Wirtschaftsprüfer und Mitarbeiter in Wirtschaftsprüfungsgesellschaften. In kompakten Fachbeiträgen informiert sie über wichtige aktuelle Entwicklungen und gibt konkrete Hinweise zur Anwendung von Prüfungsstandards in der Praxis. Beiträge zu Aspekten des Berufs- und Haftungsrechts sowie ein umfangreicher Nachrichtenteil ergänzen das Themenspektrum.
Erklärtes Ziel ist eine ausgewogene Berichterstattung. Deshalb verfassen Autoren aus allen Bereichen der Prüfungspraxis, vom Mittelstand bis zu den Big Four, praxisnahe Fachbeiträge.

## Herausgeber und Lieferumfang
Die WP Praxis erscheint einmal monatlich in einer Auflage von rund 600 Exemplaren (Verlagsangabe) im NWB Verlag, Herne (vormals: Verlag Neue Wirtschafts-Briefe). Herausgegeben wird sie von Holger Philipps.
Neben der gedruckten Ausgabe erhalten alle Abonnenten der Zeitschrift WP Praxis eine Tablet-Ausgabe, den E-Mail-Newsletter sowie einen Zugang in das Online-Archiv der Zeitschrift. Abonnenten der Datenbank NWB Wirtschaftsprüfung erhalten zusätzlich viele weiterführende Informationen (NWB Kommentar Bilanzierung, Bücher, ausgewählte Inhalte aus NWB Unternehmensteuern und Bilanzen und NWB Betriebswirtschaftliche Forschung und Praxis), Zugang zu aktuellen Online-Seminaren und zahlreiche praktische Arbeitshilfen.